# Mizda
Mizda (in arabo مزدة‎?, Mizdah) è una città della Libia. Fa parte del distretto di al-Jabal al-Gharbi. Nel 2007 contava 28.939.
Dal 2001 al 2007 è stata il capoluogo dell'omonimo distretto.

## Posizione
La città si trova nell'interno della Tripolitania, a circa 160 km a sud di Tripoli, lungo la strada che conduce nella Tripolitania meridionale e nel Fezzan (Sabha).